# Eugen-Maria Schulak

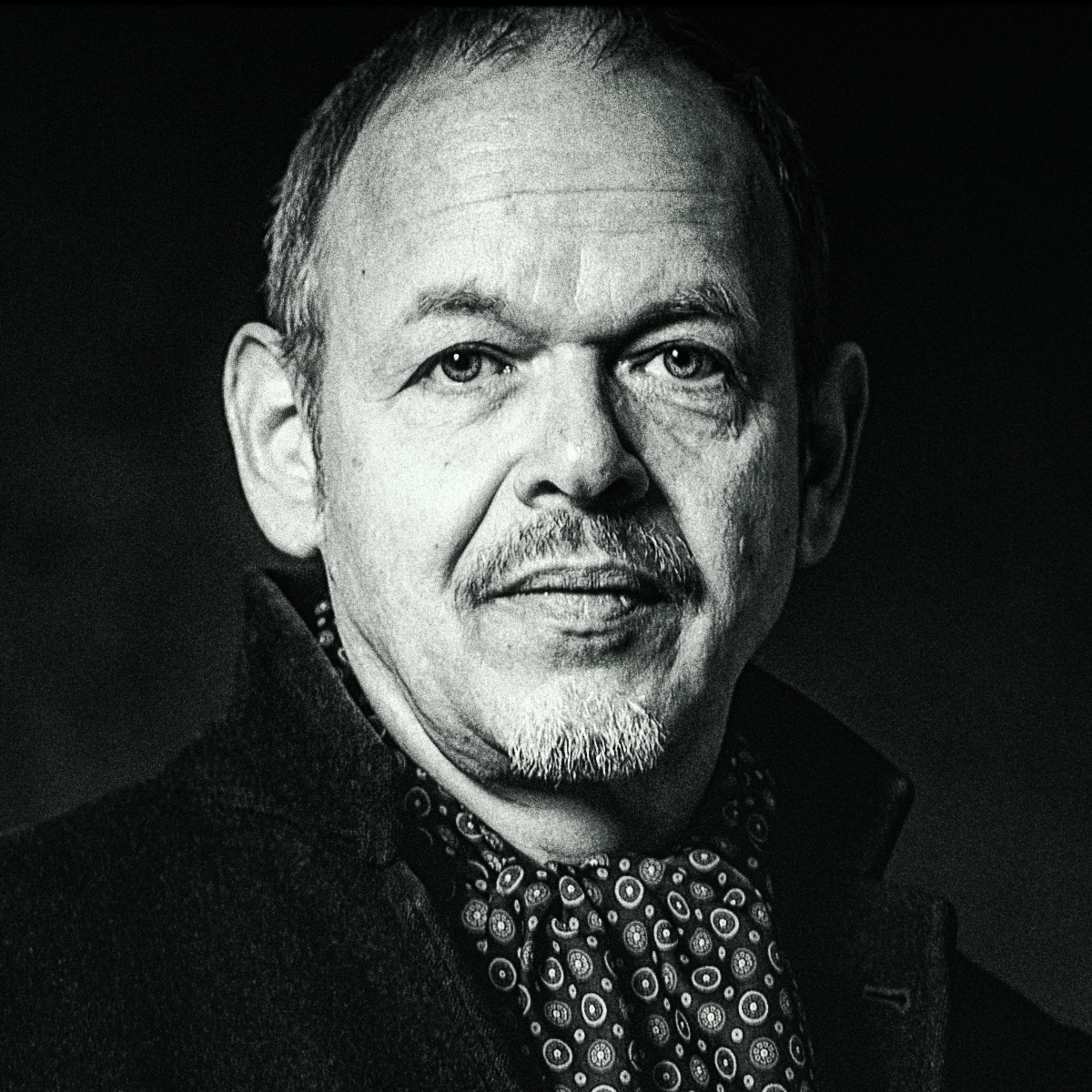
Eugen-Maria Schulak (2018)

Eugen-Maria Schulak (* 31. Jänner 1963 in Wien) ist ein österreichischer Philosoph, Musiker und Publizist.

## Leben
Schulak studierte ursprünglich Biologie an der Universität Wien sowie Musik und Klassische Gitarre an der Hochschule für Musik. Er arbeitete von 1982 bis 1995 als Musiker, baute das Tonstudio „Jackson & Schulak“ auf und produzierte Radio- und Fernsehwerbung. Schulak studierte an der Universität Wien von 1984 bis 1992 Philosophie, Psychologie, Pädagogik und Geschichte und schloss das Studium als Magister philosophiae (Mag. phil.) ab (Diplomarbeit: Der Entwicklungsgedanke. Nietzsches Kulturbegriff). 1997 wurde er bei Konrad Paul Liessmann mit der Dissertation Daimon. Philosophische Obsessionen in Philosophie promoviert.
Schulak verfasste Beiträge unter anderem für Die Presse, die Wiener Zeitung, die Furche sowie eigentümlich frei. Er betreibt ab 1998 eine Philosophische Praxis in Wien. Schulak ist Mitbegründer und Mitglied der Gesellschaft für Angewandte Philosophie (GAP) und Mitbegründer der Siemens Academy of Life, arbeitete als Dozent am Philosophischen Institut der Universität Wien (bis 2013), an der Fachhochschule Wiener Neustadt (bis 2016) und leitete gemeinsam mit Rahim Taghizadegan das Scholarium, eine private Bildungsanstalt in Wien (bis Ende 2015). Gemeinsam mit Barbara Fallmann begründete er 2013 das musikalische Duo The Frozen Heart und gibt in der Folge regelmäßig Konzerte. Das erste Album Songs To Soothe Your Soul (Doppelvinyl + CD) erschien Ende 2016.

## Schriften
- Daimon. Über die Motive philosophischen Denkens. Wiener Universitätsverlag, Wien 2001.
- mit Anita Kitzberger: Für & Wider. Arbeits- und Lesebuch der Ethik (2 Bände). Manz Verlag Schulbuch, Wien 2002/2003.
- mit Karl Hermann Spitzy: Wenn Ärzte nach der Weisheit suchen. Kremayr & Scheriau, Wien 2004.
- mit Harald Koisser: Wenn Eros uns den Kopf verdreht. Orac, Wien 2005 (das Buch wurde zweimal ins Chinesische übersetzt).
- mit Georg Greutter & Rahim Taghizadegan: Würdigung der Unternehmerethik. Herausgegeben vom Österreichischen Netzwerk Wirtschaftsethik, Wien 2009.
- mit Herbert Unterköfler: Die Wiener Schule der Nationalökonomie. Bibliothek der Provinz, Weitra 2009 (das Buch wurde ins Amerikanische übersetzt: The Austrian School of Economics. A History of Its Ideas, Ambassadors, & Institutions. Ludwig von Mises Institute, Auburn, Alabama 2011).
- mit Rahim Taghizadegan: Vom Systemtrottel zum Wutbürger. Ecowin, Salzburg 2011.
- mit Markus Riedenauer (Hrsg.): Mehr Licht. Erfahrungen aus der Philosophischen Praxis. Braumüller Verlag, Wien 2011.
- mit Roland Düringer und Rahim Taghizadegan: Das Ende der Wut. Ecowin, Salzburg 2012.
- mit Roland Düringer und Rahim Taghizadegan: Über die Erziehung. Ecowin, Salzburg 2013.
- mit Rahim Taghizadegan: Die Alpenphilosophie. Benevento Publishing, Salzburg 2015.
- Übersetzung aus dem Englischen: Ökonomik als Wissenschaft und die Methode der Österreichischen Schule (Titel der Originalausgabe: Hans-Hermann Hoppe, Economic Science and the Austrian Method. Ludwig von Mises Institute, Auburn, Alabama 1995), Scholarium, Wien 2015.
- Die wunderbare Reise des Herrn Maria, Wien 2022.

## Musik-Alben
The Frozen Heart, Songs To Soothe Your Soul, Double-Vinyl + CD, Bretterbauer Music Ton Studio produziert von Raimund Bretterbauer, Wien 2016